# Maracanã-guaçu

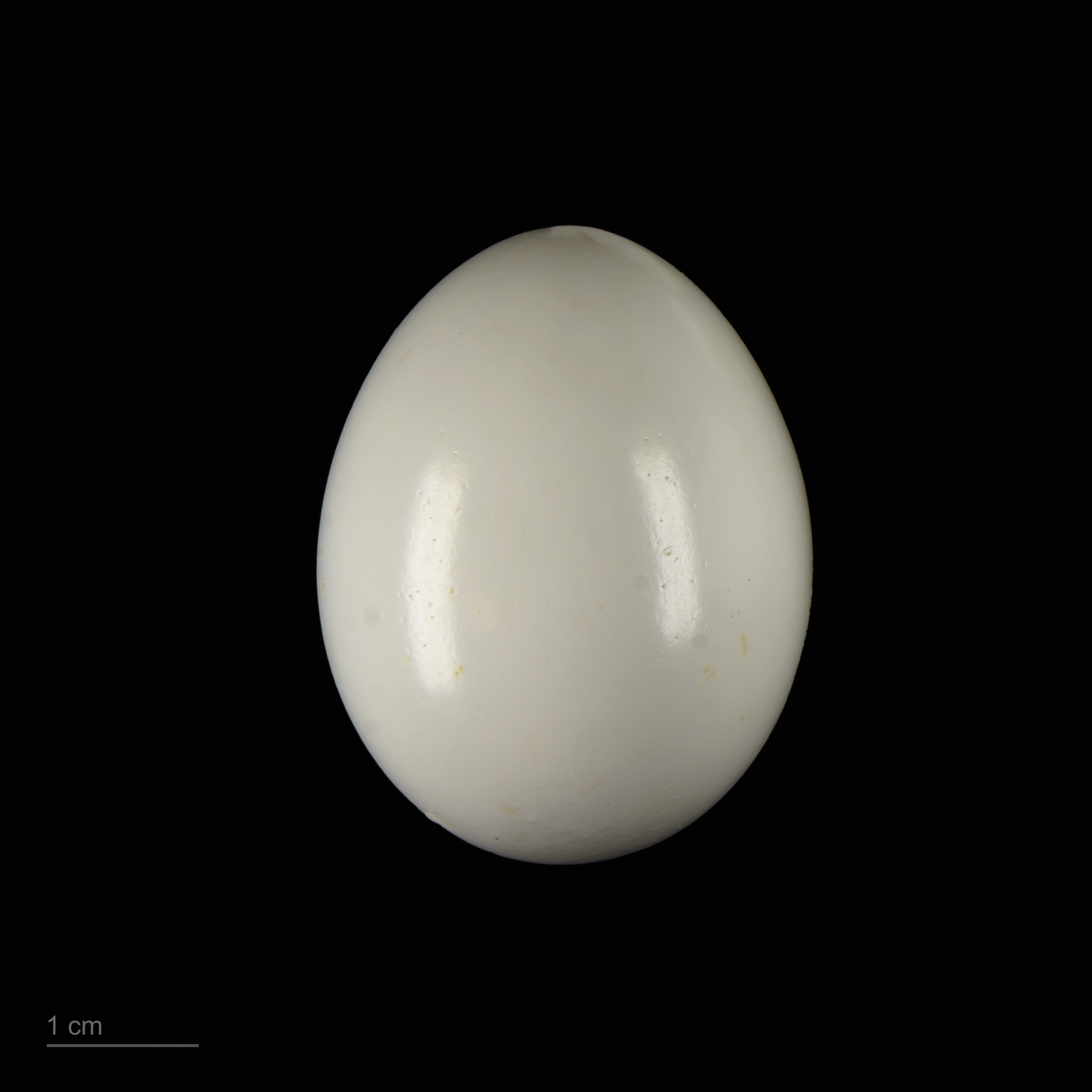
Ovo de Ara severus - MHNT

O maracanã-guaçu (Ara severus), também chamada maracanã-açu, é a única arara verde que ocorre no Brasil, a distribuição dessa espécie ocorre do Panamá até a Bolívia, e no Brasil da Amazônia à Bahia e ao Mato Grosso, em matas ciliares e buritizais. A espécie chega a medir até cinquenta e um centímetros de comprimento, possui fronte castanha, bico negro, face branca com fileiras de pequenas penas negras, encontro e inferior das asas, calções e cauda vermelhos.

## Etimologia
Em língua tupi, a palavra "maracanã" significa "semelhante a um chocalho". A presença de diversas aves desta espécie na cidade do Rio de Janeiro, vindas da Região Norte do Brasil, deram nome ao rio, ao bairro e ao estádio do Maracanã, todos localizados na capital do estado. "Maracanã-guaçu" é um nome tupi que significa "maracanã grande".
O nome maracanã-guaçu foi selecionado como nome vernáculo técnico para a espécie Ara severus pelo Comitê Brasileiro de Registros Ornitológicos (CBRO) em 2021.